# سیمون سانترلی
سیمون سانترلی (انگلیسی: Simone Santarelli؛ زادهٔ ۷ سپتامبر ۱۹۸۸) بازیکن فوتبال اهل ایتالیا است.
از باشگاه‌هایی که در آن بازی کرده‌است می‌توان به باشگاه فوتبال فوجا و باشگاه ورزشی لاتزیو اشاره کرد.
وی همچنین در تیم ملی فوتبال زیر ۱۷ سال ایتالیا بازی کرده‌است.